# 2021年10月スーダンクーデター
2021年10月スーダンクーデター（2021ねん10がつスーダンクーデター）は、2021年10月25日にスーダンで同国国防軍により企図された政変である。この結果、暫定政権が崩壊して軍部が全権を掌握、2019年のクーデター後に開始された、2022年の選挙実施を目指した民政復帰プロセスは延期を余儀なくされた。

## 背景
1989年のクーデター以来、30年にわたってスーダンで続いたオマル・アル＝バシールによる独裁体制は2019年4月11日にスーダン軍により実行されたクーデターによって幕を閉じ、同年8月21日、軍が樹立した暫定軍事評議会と民主化勢力の自由・変革同盟による新たな暫定統治組織・主権評議会が発足した。これは軍人6人と文民5人から構成され、3年3カ月間共同統治を行った後、2022年に選挙を実施し文民政権に復帰させるというものだった。主権評議会の議長には軍人のアブドゥルファッターハ・アブドッラフマーン・ブルハーン、首相には経済学者のアブダッラー・ハムドゥークが就任した。
ハムドゥーク暫定首相は内戦の終結と周辺国との関係改善を進め、2019年11月には紛争の続くダルフールを訪問して紛争被害者らに面会し、和平へ向け協力することを表明。2020年10月3日、暫定政権と反政府勢力・スーダン革命戦線が和平協定に調印。同年12月31日をもって国際連合とアフリカ連合による、ダルフールにおける平和維持活動(PKO)は終了したものの、その後も一部で戦闘は続いた。
2019年12月には訪米を果たしてデービッド・ヘール(David Hale)米国務次官と会談、アメリカ側はハムドゥークによる改革を評価し双方が全権代表を送ることとなった。2020年10月20日、アメリカのドナルド・トランプ大統領はスーダン暫定政府が1998年の襲撃事件におけるアメリカ人の被害者と遺族に賠償金として3億3500万ドル（約350億円）を支払うことで合意したとしてテロ支援国家指定を解除する意向を表明、12月14日に正式に解除した。10月24日にはトランプ大統領がスーダンとイスラエルが国交正常化で合意に達したことを明らかにした。
しかし軍人による議長職が文民に渡る2021年11月を前にブルハーン議長とハムドゥーク首相の間で主導権争いが激化し、両者の関係は次第に悪化。2021年9月21日には暫定政権に不満を持つ旧バシール政権の軍関係者や民間人がクーデターを計画したが事前に阻止された（2021年9月スーダンクーデター未遂）。同年10月14日にブルハーン議長はハムドゥーク首相に内閣総辞職を要求したが、ハムドゥークはこれを拒否した。

## 推移

### クーデターの発生
2021年10月25日朝、軍部はハムドゥークの自宅を包囲し夫妻を軟禁下に置き、クーデターを支持する声明を発表するよう要請したがハムドゥークは拒否。その後に身柄を拘束し、連行した。このほか首相報道担当顧問や閣僚の大半、親政府政党の幹部、それに主権評議会の文民メンバー1人も身柄を拘束された。
ブルハーンは国営放送スーダンテレビで演説を行い、一連の軍事行動は政治的内紛が原因だと説明。革命の進路を修正するには政権奪取が必要だったと主張し、ハムドゥーク暫定政権の打倒と、自らが議長を務める主権評議会の解散、憲法の一部条項の停止、また州知事の解任を宣言し、全土への非常事態宣言を発令したほか、選挙を2023年7月に実施することも合わせて発表し、国家運営能力のある民選政権への移行に軍部が責任を持つとした。最高裁判所などの国の機関を設置することを保証したほか、これまでに国際社会と結んだ合意は引き続き遵守することも宣言した。
軍部に連行され所在が不明だったハムドゥークに関しては国際社会からの解放要求が強まっていたが、25日にテレビ演説でブルハーンは安全上の理由からハムドゥークを監視下に置いているものの、数日中に解放する意向を示した。翌26日にハムドゥークは解放され帰宅し、アメリカのアントニー・ブリンケン国務長官と電話会談を行った。ブリンケンは解放を歓迎し、軍に拘束されている他の文民指導者についても解放するよう改めて要求した。

### クーデターへの抵抗運動
情報省は軍部によるクーデターであるとして非難し、国民に対しては民主主義への移行を阻む軍事的な試みに抵抗するよう呼び掛けた。首都ハルツームやオムドゥルマンではクーデターに反対する若者らがデモを実施し、レンガを積み上げたりタイヤを燃やしたりするなどして道路を封鎖。これに対し軍が実弾を発砲して少なくとも7人が死亡し、140人以上が負傷する事態となったほか、ハルツームでは軍が1軒1軒まわってクーデターに抗議する人たちの身柄を片っ端から拘束していった。
25日の段階でハルツーム国際空港は閉鎖され、国際線の運航は停止。インターネットや多くの電話回線は使用不能となった。中央銀行職員らはストライキに突入し、スーダン各地の医師たちは、救急対応の場合を除き軍が運営する病院での仕事を拒んだ。その後もクーデターに反対する声が強まり、各省庁や大学、鉄道会社などでストライキが決行された。

### 新たな統治機関
2021年11月11日、ブルハーンは14人のメンバーから成る新たな主権評議会を組織したと発表。自らが議長となり、自由・変革同盟は排除された。11月21日にはブルハーンと各政治勢力、社会市民組織の間で話し合いが持たれ、ハムドゥークを首相に復職させるほか、全ての政治犯を釈放することで合意した。しかし翌22日には、首相と軍の間の取り決めがクーデターを肯定するものであるとして、マリヤム・アッ＝サーディク・アル＝マフディー外相を含む閣僚12人が辞任を表明した。この批判はその後も尾を引き、2022年1月2日にハムドゥークは治安部隊によるデモ弾圧などに抗議する形で首相を辞任したものの、そもそもハムドゥークの復職に抗議するデモも継続していた。
その後も軍政に反対するデモは継続し、国際連合やアフリカ連合(AU)、東アジア8カ国で構成する地域グループ『政府間開発機構』が調停に乗り出す事態となったが、文民勢力の大半は軍との交渉を拒否し、即座に文民政権に権限を移譲するよう要求するなどめぼしい成果は得られなかった。2022年6月4日、ブルハーンは国連主導の政治危機対話から軍が抜けることを発表したほか、文民各勢力と反政府グループに暫定政権樹立の協議を促す声明を発表。新政権が樹立されれば主権評議会は解散し、軍の最高評議会が樹立され国の治安や防衛を担うとも発表した。

## 各国の反応
- 国際連合 - アントニオ・グテーレス事務総長はクーデターを強く非難[26]。28日に安全保障理事会がクーデターに「深刻な懸念」を表明する報道声明を発表した[27]。
- アフリカ連合 - クーデターを強く非難し、10月27日にスーダンの加盟資格を停止することを発表[28]。

- 欧州連合 - ジョセップ・ボレル外務・安全保障政策上級代表は、スーダン軍がハムドゥーク首相や何人もの閣僚、親政府政党の幹部を拘束したことを非難し、即時開放を要求。平和的な抗議を行う権利の尊重と、暴力や流血の回避も重ねて要求[29]。
- イギリス - 政府は軍によるクーデターを、スーダン国民と民政移行に対する裏切り行為で容認できないと表明。首相の解放を要求した[29]。
- アメリカ合衆国 - ホワイトハウスのカリーヌ・ジャン＝ピエール首席副報道官はクーデターに懸念を表明。軍の行動を認めず、自宅軟禁されている首相らの即時解放を要求した[29]。国務省のネッド・プライス報道官は、首相を含む要人の拘束は民主的な統治に向けた移行を損なうものとして、即時の解放を要求。軍によるデモ隊への暴力中止も要求し、7億ドルの経済支援を凍結すると表明[26]。